# Le Charbonnier
Pour plus de détails, voir Fiche technique et Distribution.
Le Charbonnier (الفحام, Al Fahhâm) est un film algérien réalisé par Mohamed Bouamari, sortie en 1973.

## Synopsis
Dans un village de  l'Algérie profonde, un charbonnier, ancien maquisard de l'ALN algérien, voit son activité menacée par l'apparition du Gaz. Il lui faut désormais chercher du travail en ville. Durant son absence, son épouse est, de son côté embauchée dans une usine proche. Lorsqu'il revient au village, sa vision se modifie progressivement : il participe à la Réforme agraire, initiée par les autorités politiques algériennes et encourage son épouse à ôter son voile.

## Fiche technique
- Titre français : Le Charbonnier
- Titre original : الفحام
- Réalisation : Mohamed Bouamari
  - Assistant réalisateur : Salah Essassi
- Scénario : Mohamed Bouamari
- Photographie : Daho Boukerche
- Décor : Hassan Ben Guellat, Abdellatif Sahraoui et Ahmed Abdelli
- Son : Rachid Bouafia et Saïd Boukermouh
- Production : ONCIC
- Pays d'origine : Algérie
- Langue originale : arabe
- Durée : 97 minutes
- Genre : Drame social
- Date de sortie : 
  -  Algérie : 1973
  -  France : 12 mai 1973

## Distribution
- Fettouma Ousliha-Bouamari : L'épouse
- Youcef Hadjam : Belkacem
- Mustapha El Anka
- Ahmed Hammoudi
- Nadia Ouadiani
- Ahmed Ouadiani

## Tournage
Le tournage du film a débuté en 1972 jusqu'en 1973.

## Distinctions

### Récompenses
- Tanit d'argent aux Journées cinématographiques de Carthage.
- Prix Georges Sadoul à la Semaine internationale de la Critique du Festival de Cannes 1973.

## Commentaire
- « Il faut dépasser le folklore guerrier, l'héroïsme, l'autosatisfaction. Il faut se nourrir du présent, présent riche, complexe, mobilisateur. [...] Il faut montrer notre société, la montrer aujourd'hui », disait Mohamed Bouamari à Boudjema Karèche, alors directeur de la Cinémathèque nationale algérienne[1].
- De fait, Le Charbonnier est un film important parce qu'il marque une rupture : désormais, le cinéma algérien abandonne la phase de glorification des luttes pour l'indépendance nationale. « Un film d'une riche simplicité sur les chemins difficiles et quotidiens de la misère à vaincre. [...] La simplicité est ici dans la clarté du propos et du mode de narration choisi », écrit Émile Breton[2]
- Le Charbonnier n'est donc point chargé idéologiquement, mais plutôt soucieux  d'exposer les phénomènes socio-économiques à l'œuvre, « à partir d'un foisonnement et d'un détail d'observations sur les personnages et les situations afin de ne masquer aucune des contradictions d'une société en mutation. »
- Denise Brahimi, dans un ouvrage consacré au cinéma maghrébin[3], loue, pour sa part, le magnifique talent de Fettouma Ousliha, épouse du réalisateur, incarnant « une créature d'une énergie incroyable, aussi intelligente que belle ». Lorsqu'elle s'embauche dans une usine textile pour assurer la survie de sa famille, « elle brave les interdits. L'intérêt du film est notamment de montrer qu'elle le fait sans hésiter, tandis que, pour son mari, cela implique une évolution mentale considérable et bouleversante », écrit-elle[4]. Elle observe également dans le film une relation de complicité entre le père et l'enfant, rappelant le célèbre Voleur de bicyclette avec, toutefois, chez Bouamari une tonalité nettement plus optimiste que chez Vittorio De Sica. « Dans Le Charbonnier, ce n'est pas seulement le personnage féminin qui est en voie d'émancipation, mais le pays tout entier qui émerge vers un meilleur avenir », conclut-elle.